# Verhaltensspur
Dieser Artikel wurde auf der Qualitätssicherungsseite des Portals Soziologie eingetragen. Dies geschieht, um die Qualität der Artikel aus dem Themengebiet Soziologie auf ein akzeptables Niveau zu bringen. Hilf mit, die inhaltlichen Mängel dieses Artikels zu beseitigen, und beteilige dich an der Diskussion. (Artikel eintragen)
Als Verhaltensspur bezeichnet man in den Sozialwissenschaften Hinterlassenschaften (Spuren) menschlichen Verhaltens. Beispiele sind Abnutzungserscheinungen von Gegenständen, Müll oder Wohnungseinrichtungen.
Die Analyse von Verhaltensspuren als Datenquelle ist eine indirekte Beobachtungsmethode der empirischen Sozialforschung.